# Водень Роман Михайлович
Роман Михайлович Водень — головний сержант ОЗСП «Азов» Національної гвардії України, учасник російсько-української війни, який загинув у ході російського вторгнення в Україну в 2022 році.

## Життєпис
Народився 28 вересня 1990 року в м. Шостці на Сумщині. Навчався у Шосткинській загальноосвітній школі I—III ступенів № 7, яку закінчив в 2006 році. Саме на Facebook-сторінці цього освітнього закладу й повідомили про загибель воїна. До 2011 року навчався в Щосткинському хіміко-технологічному коледжі імені Івана Кожедуба, а потім уклав контракт з місцевою військовою частиною, в якій прослужив 9 років. У 2020 році Роман Водень продовжив військову службу в складі окремого загону спеціального призначення НГУ «Азов» в Донецькій області, поблизу міста Маріуполь. У ході російського вторгнення в Україну, з побратимами захищали Маріуполь на Донеччині, перебували на «Азовсталі». Він обіймав військову посаду навідника міномета. Загинув 15 квітня 2022 року. Довгий час тривала процедура впізнання. Чин прощання та поховання відбудеться 26 квітня 2022 року в місті Шостка.

## Нагороди
- орден За мужність III ступеня (2022, посмертно) — за особисту мужність і самовіддані дії, виявлені у захисті державного суверенітету та територіальної цілісності України, вірність військовій присязі[4].